# Acquire
Acquire Corp. (株式会社アクワイア?, Kabushikigaisha Akuwaia) è un'azienda giapponese specializzata nella produzione di videogiochi, principalmente conosciuta per le serie Tenchu e Way of the Samurai.

## Storia
A febbraio 2024 esce la notizia che Kadokawa Corporation, holding proprietaria di FromSoftware, ha annunciato l'acquisizione di Acquire da GungHo Online Entertainment.

## Videogiochi sviluppati

### SerieTenchu
- Tenchu: Stealth Assassins (1998)
- Tenchu: Shinobi Gaisen (1998)
- Tenchu: Shinobi Hyakusen (1999)
- Tenchu 2: Birth of the Stealth Assassins (2000)
- Tenchu: Shadow Assassins (Tenchu 4 in Giappone) (2009)

### SerieWay of the Samurai
- Way of the Samurai (2002)
- Way of the Samurai 2 (2004)
- Samurai Western (2004)
- Way of the Samurai 3 (2008)
- Way of the Samurai 4 (2011)

### SerieShinobido
- Shinobido: Way of the Ninja (2005)
- Shinobido Takumi (2006)
- Shinobido: Tales of the Ninja (2006)
- Shinobido 2: Revenge of Zen (2011)

### SerieNo Heroes Allowed!/What Did I Do to Deserve This, My Lord?
- What Did I Do to Deserve This, My Lord?  (2007)
- What Did I Do To Deserve This, My Lord? 2  (2008)
- No Heroes Allowed! (2010)
- No Heroes Allowed! VR (2017)

### SerieAkiba's Trip
- Akiba's Trip (2011)
- Akiba's Trip: Undead & Undressed (2013)
- Akiba's Trip Festa! (2016)
- Akiba's Beat (2016)

### Altri
- Dekavoice (2003)
- Kamiwaza  (2006)
- Class of Heroes (2008)
- Patchwork Heroes (2010)
- Sumioni: Demon Arts (2012)
- Rain (2013)
- Road to Dragon (2013)
- Divine Gate (2013)
- Fort Raiders SMAAASH! (2014)
- Aegis of Earth: Protonovus Assault (2015)
- Octopath Traveler (2018)
- Octopath Traveler II (2023)
- Mario & Luigi: Fraternauti alla carica (2024)

## Videogiochi pubblicati in Giappone
- Class of Heroes (JP: 2008, NA: 2009)
- Wizardry: Labyrinth of Lost Souls (JP: 2009, NA: 2011)
- Clan of Champions (JP: 2011, NA: 2012)
- Mind Zero  (2013)